# Konstantinos Kanaris
Konstantinos Kanaris (în greacă Κωνσταντίνος Κανάρης; n. 1793 sau 1795 –  d. 2 septembrie 1877) a fost un amiral și om politic grec, care s-a distins în tinerețe în Războiul de Independență al Greciei (1821–1829) și a îndeplinit în cinci rânduri funcția de prim-ministru al Greciei (1844, 1848-1849, 1864, 1864-1865 și 1877).

## Primii ani

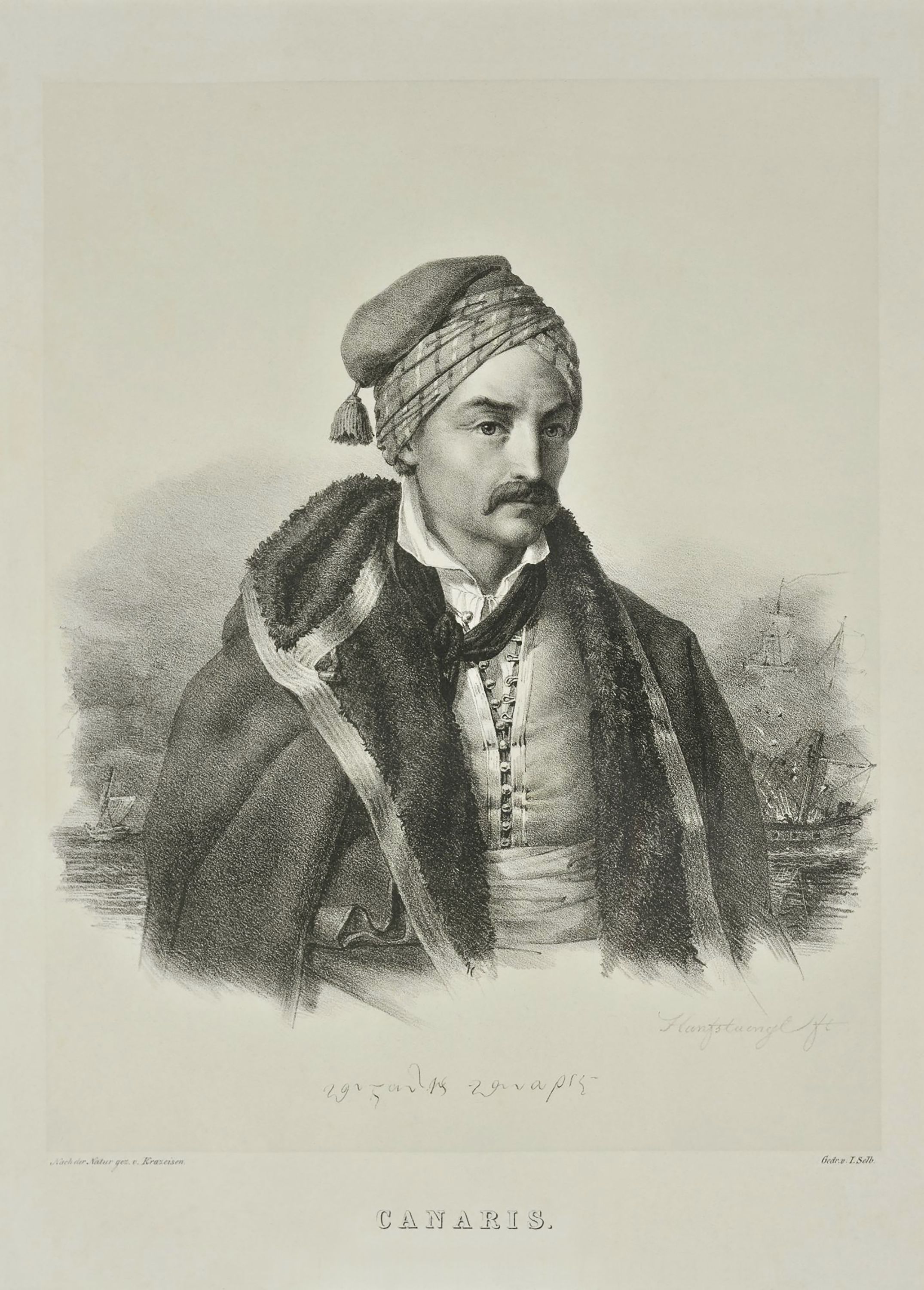
Konstantinos Kanaris, litografie de Carl Kratzisen.

S-a născut și a crescut pe insula Psara din apropierea insulei Chios din Marea Egee. Anul exact al nașterii este necunoscut. Evidențele oficiale ale Marinei Elene indica anul 1795, dar istoricii greci din perioada modernă cred că 1793 este mult mai probabil.
Konstantinos a rămas orfan la o vârstă fragedă. Trebuind să se întrețină, el a ales să devină marinar ca majoritatea membrilor familiei sale de la începutul secolului al XVIII-lea. A fost angajat ca mus pe bricul unchiului său, Dimitris Bourekas.

## Cariera militară
Konstantinos a dobândit faimă în timpul Războiului de Independență al Greciei (1821–1829). Spre deosebire de alte figuri proeminente ale Războiului, el nu a făcut parte din Filiki Eteria (Societatea prietenilor), organizație care a jucat un rol important în revoluția împotriva Imperiului Otoman, recrutând în secret voluntari greci care să lupte pentru eliberarea țării.
La începutul anului 1821 Eteria a dobândit un sprijin suficient pentru a declanșa o revoluție. Această declarație de război pare să-l fi surprins pe Konstantinos, care era atunci la Odesa. El a revenit în grabă în insula Psara și se afla acolo atunci când locuitorii insulei s-au alăturat Revoluției la 10 aprilie 1821.
Insula și-a format propria flotă de nave, iar faimoșii marinari din Psara, cunoscuți deja pentru luptele lor navale încununate de succes împotriva piraților și navele lor bine echipate, au dovedit s-au dovedit a fi eficace în plin război naval. Konstantinos s-a distins curând în calitate de căpitan al unei nave de război.

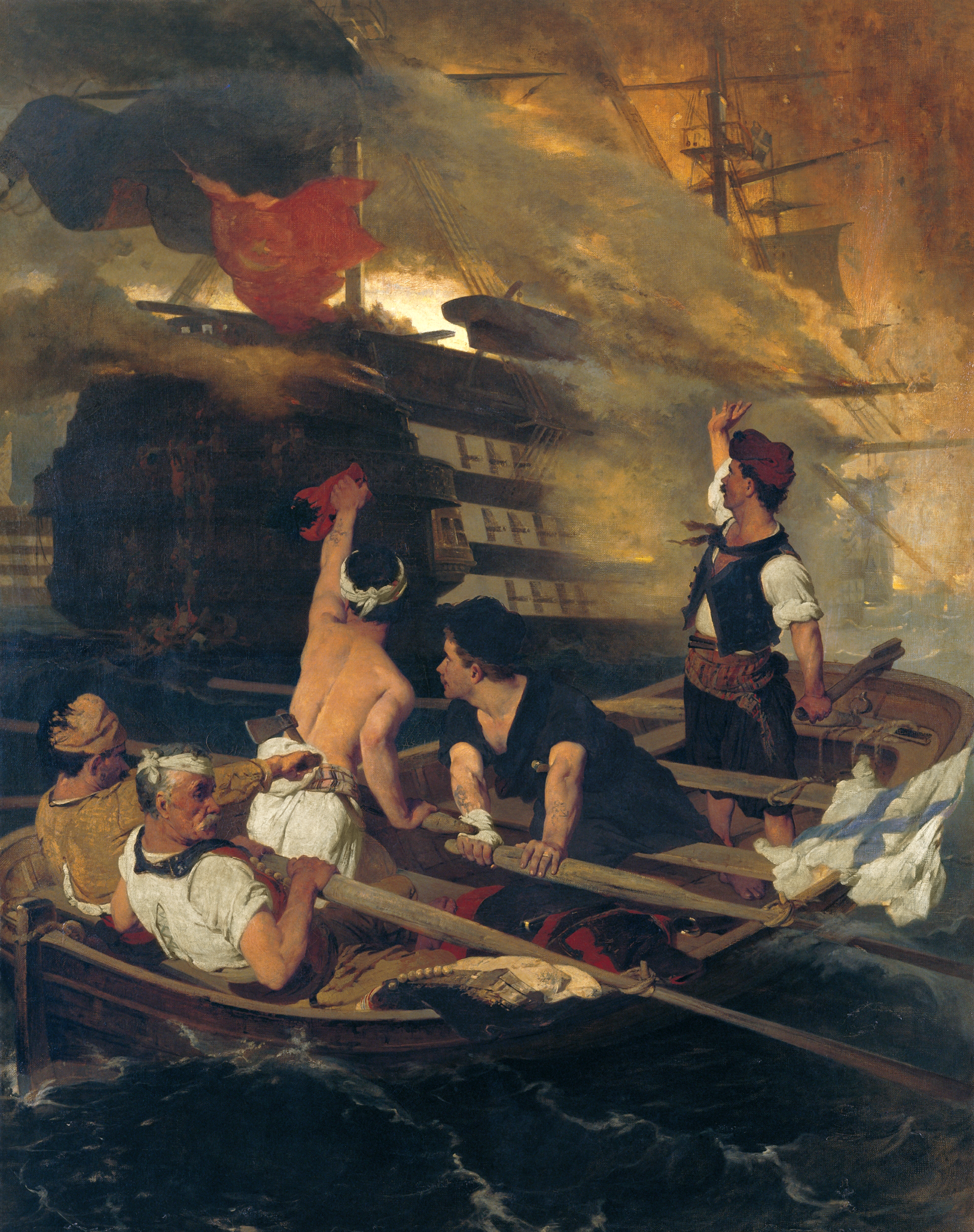
Distrugerea vasului otoman în Chios de către Konstantinos Kanaris.

La Chios, într-o noapte fără lună din 6/7 iunie 1822, forțele aflate sub comanda sa au distrus nava amiral a comandantului naval turc Nasuhzade Ali Pașa (sau Kara-Ali Pașa) ca răzbunare pentru Masacrul de la Chios. Pe nava amiral avea loc o sărbătoare (Bayram), iar Kanaris și oamenii lui au reușit să strecoare nava lor de război lângă ea, fără a fi observați. Au incendiat magazia de praf de pușcă, care a explodat și i-a ucis pe toți oamenii de la bord. Pierderile otomane s-au ridicat la 2.000 de oameni, atât ofițeri, cât și simpli marinari, inclusiv Kara-Ali.
Mai târziu în același an, el a condus un alt atac de succes împotriva flotei turcești la Tenedos, în noiembrie 1822.

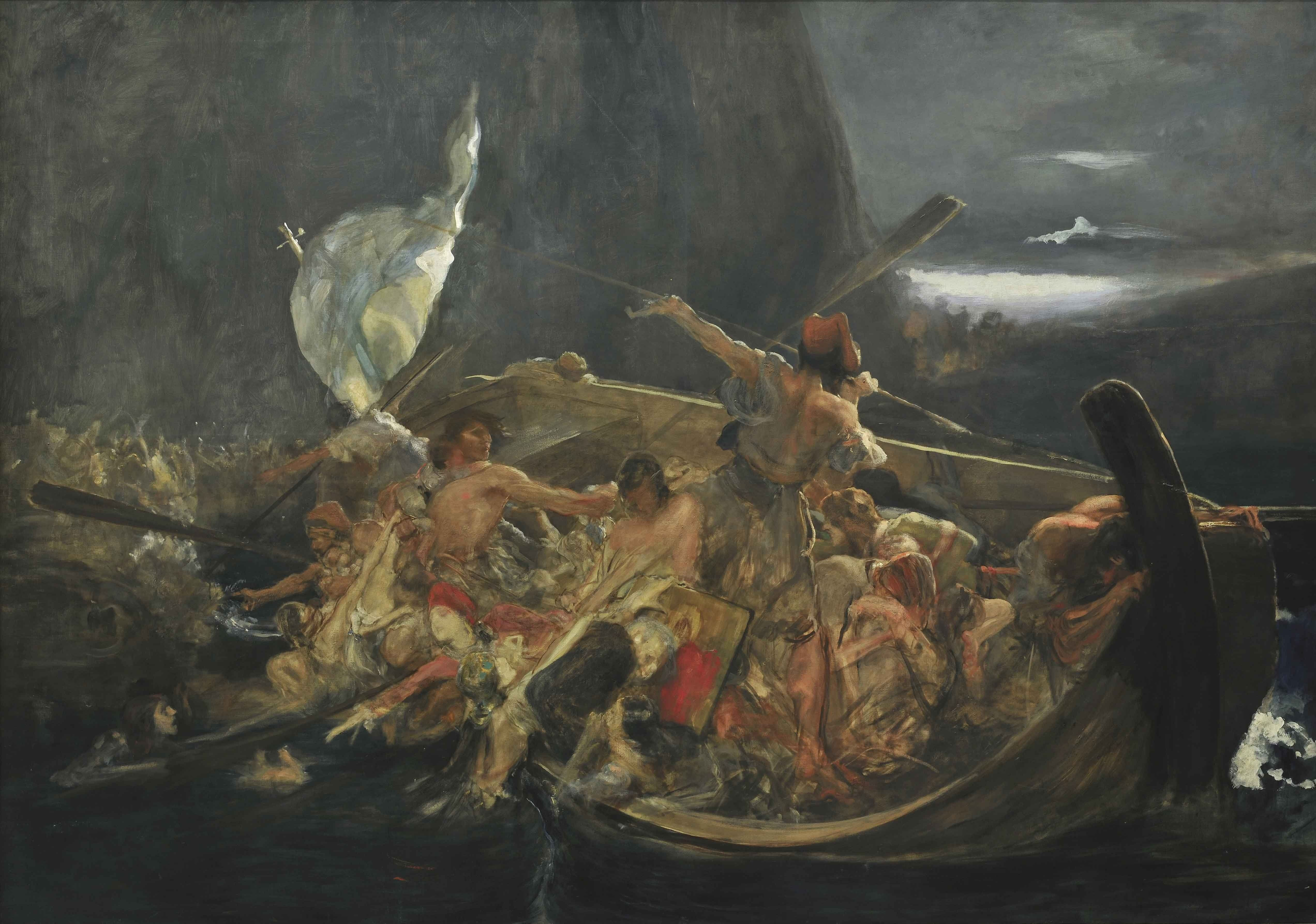
Distrugerea insulei Psara.

Flota turcească a capturat insula Psara pe 21 iunie 1824. O parte a populației, inclusiv Kanaris, a reușit să fugă de pe insulă, dar cei care n-au reușit au fost uciși sau vânduți ca sclavi.
După distrugerea insulei sale de origine, Kanaris a continuat să-și conducă oamenii în atacuri împotriva turcilor. El a luat parte la luptele navale din Dodecanez în august 1824.
În august 1825 Kanaris a condus raidul asupra Alexandriei, o încercare îndrăzneață de a distruge flota egipteană care ar fi putut avea succes dacă vântul nu și-ar fi schimbat direcția după ce navele de război grecești au intrat în portul Alexandria.
La sfârșitul Războiului de Independență al Greciei, Konstantinos Kanaris a devenit ofițer al Marinei Grecești și a avansat apoi până la gradul de amiral și mai târziu a devenit un conducător politic proeminent.

## Cariera politică
Konstantinos Kanaris a fost unul dintre puținii oameni de încredere ai lui Ioannis Kapodistrias, primul șef de stat al Greciei independente. Kanaris a servit ca ministru în diferite guverne și apoi ca prim-ministru în guvernul provizoriu din perioada 11 martie – 11 aprilie 1844. El a îndeplinit din nou funcția de prim-ministru în perioada 15/27 octombrie 1848 – 12/24 decembrie 1849 și a fost ministru al marinei în guvernul lui Alexandros Mavrokordatos din 1854.
În 1862 a fost unul dintre puținii veterani ai Războiului de Independență care au participat la revoluția pașnică care l-a detronat pe regele autoritar Otto al Greciei și l-a instalat pe tron pe prințul Wilhelm al Danemarcei ca regele George I al Greciei. Sub domnia regelui George I a servit ca prim-ministru în al treilea mandat (17 martie – 28 aprilie 1864), al patrulea mandat (7 august 1864 – 9 februarie 1865) și al cincilea și ultimul mandat (7 iunie – 14 septembrie 1877).

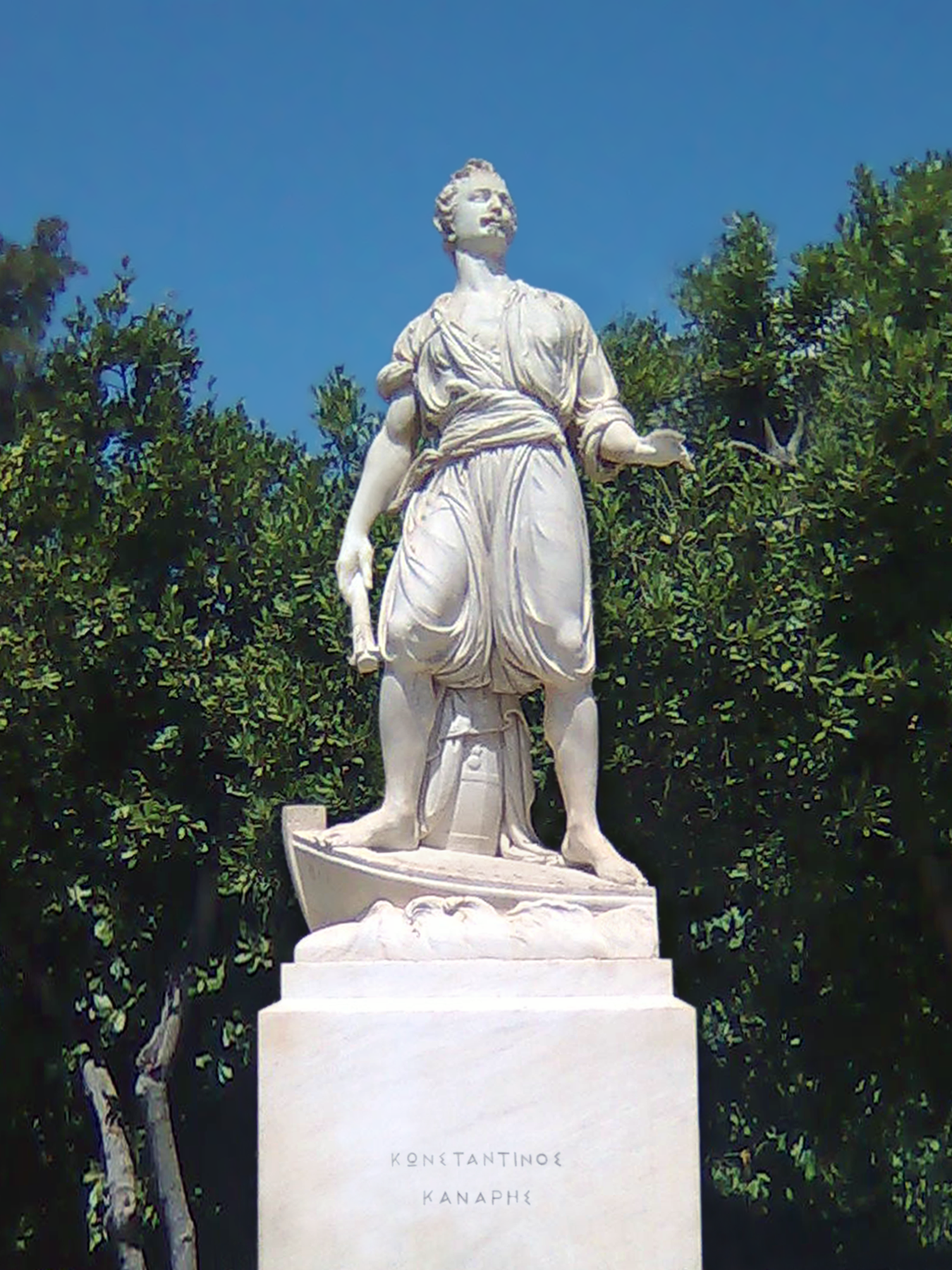
Monumentul lui Konstantinos Kanaris din cartierul atenian Kypseli.

Kanaris a murit pe 2/14 septembrie 1877 în timp ce îndeplinea funcția de prim-ministru. După moartea sa, guvernul său a rămas la putere până în data de 14 septembrie 1877 fără să se pună de acord asupra unui înlocuitor. El a fost îngropat în Primul Cimitir al Atenei, unde sunt înmormântați majoritatea primilor miniștri greci și multe alte personalități. A fost onorat, după moartea sa, ca un erou național.
În onoarea lui Kanaris, cinci nave ale Marinei Elene au fost numite după el:
- Kanaris — o barcă de patrulare lansată în 1835.
- Kanaris — un distrugător lansat în 1880.
- Kanaris (L53)⁠(en)[traduceți] — un distrugător clasa Hunt, anterior HMS Hatherleigh, transferată de la Royal Navy pe 18 decembrie 1941.
- Kanaris (D212)⁠(en)[traduceți] — un distrugător clasa Gearing, anterior USS Stickell (DD-888), transferată de la U.S. Navy la 1 iulie 1972.
- Kanaris (F464)⁠(en)[traduceți] — o fregată clasa Elli, anterior HNLMS Jan van Brakel (F825), cumpărată din Țările de Jos la 29 noiembrie 2002.

## Familia
În 1817 s-a căsătorit cu Despina Maniatis, care provenea dintr-o familie veche din Psara. Au avut șapte copii:
- Nikolaos Kanaris (1818–1848) — membru al unei forțe militare expediționare la Beirut, ucis acolo în 1848.
- Themistoklis Kanaris (1819–1851) — membru al unei forțe militare expediționare în Egipt, ucis acolo în 1851.
- Thrasyvoulos Kanaris (1820–1898) — amiral.
- Miltiadis Kanaris (1822–1899) — amiral, membru al Parlamentului grec timp de mai mulți ani, ministru al marinei de trei ori în 1864, 1871 și 1878.
- Lykourgos Kanaris (1826–1865) — ofițer de navă și avocat.
- Maria Kanaris (1828–1847) — căsătorită cu A. Balabano.
- Aristeidis Kanaris (1831–1863) — ofițer ucis în timpul Răscoalei din 1863.

S-a speculat că amiralul german Wilhelm Canaris ar putea fi un descendent al lui Konstantinos Kanaris. O cercetare genealogică oficială a istoriei familiei realizată în 1938 a arătat că familia lui Wilhelm Canaris era originară din Italia și nu avea nicio legătură cu amiralul grec.

## Decorații și distincții
Decorații grecești:
- Ordinul Mântuitorului (Regatul Greciei): Mare Cruce, 1864

Decorații străine:
- Ordinul Regal Guelfic (Regatul Hanovra): Mare Cruce
- Ordinul Dannebrog (Regatul Danemarcei): Mare Cruce

## Legături externe
Materiale media legate de Konstantinos Kanaris la Wikimedia Commons
- Listed among other Major Figures of the Greek War of Independence
- The History of the Grand Lodge of Greece Explains the Origins of the Philiki Etairia
- Short profile of Mohammad Ali, Viceroy of Egypt
- Short Profile of Ibrahim Pasha
- Statue of K. Kanaris in Park on Chios Island, Greece